# Pseudanthias xanthomaculatus
Pseudanthias xanthomaculatus är en fiskart som först beskrevs av Pierre Fourmanoir och Rivaton, 1979.  Pseudanthias xanthomaculatus ingår i släktet Pseudanthias och familjen havsabborrfiskar. Inga underarter finns listade i Catalogue of Life.